# Sci alpino ai X Giochi olimpici invernali - Discesa libera femminile
Tra le competizioni dello sci alpino ai X Giochi olimpici invernali di Grenoble 1968 la discesa libera femminile si disputò sabato 10 febbraio sulla pista Olympique di Chamrousse; l'austriaca Olga Pall vinse la medaglia d'oro, la francese Isabelle Mir quella d'argento e l'austriaca Christl Haas quella di bronzo, valide anche ai fini dei Campionati mondiali di sci alpino 1968.
Detentrice uscente del titolo era la Haas, che aveva vinto la gara dei IX Giochi olimpici invernali di Innsbruck 1964 disputata sulla pista Axamer Lizum di Axams precedendo le connazionali Edith Zimmermann e Traudl Hecher (rispettivamente medaglia d'argento e medaglia di bronzo); la campionessa mondiale in carica era la francese Marielle Goitschel, vincitrice a Portillo 1966 davanti alla connazionale Annie Famose e alla tedesca occidentale Burgl Färbinger.

## Risultati
| Pos. | Pett. | Atleta               | Nazione          | Tempo   | Distacco |
| ---- | ----- | -------------------- | ---------------- | ------- | -------- |
| 1    | 15    | Olga Pall            | Austria          | 1:40,87 |          |
| 2    | 13    | Isabelle Mir         | Francia          | 1:41,33 | +0,46    |
| 3    | 7     | Christl Haas         | Austria          | 1:41,41 | +0,54    |
| 4    | 8     | Brigitte Seiwald     | Austria          | 1:41,82 | +0,95    |
| 5    | 14    | Annie Famose         | Francia          | 1:42,15 | +1,28    |
| 6    | 21    | Felicity Field       | Gran Bretagna    | 1:42,79 | +1,92    |
| 7    | 18    | Fernande Bochatay    | Svizzera         | 1:42,87 | +2,00    |
| 8    | 11    | Marielle Goitschel   | Francia          | 1:42,95 | +2,08    |
| 9    | 3     | Florence Steurer     | Francia          | 1:43,00 | +2,13    |
| 10   | 5     | Nancy Greene         | Canada           | 1:43,12 | +2,25    |
| 11   | 10    | Annerösli Zryd       | Svizzera         | 1:43,76 | +2,89    |
| 12   | 30    | Gertrud Gabl         | Austria          | 1:43,97 | +3,10    |
| 13   | 6     | Giustina Demetz      | Italia           | 1:44,22 | +3,35    |
| 14   | 2     | Burgl Färbinger      | Germania Ovest   | 1:44,29 | +3,42    |
| 15   | 31    | Gina Hathorn         | Gran Bretagna    | 1:44,36 | +3,49    |
| 16   | 32    | Madeleine Wuilloud   | Svizzera         | 1:44,49 | +3,62    |
| 17   | 25    | Kiki Cutter          | Stati Uniti      | 1:44,94 | +4,07    |
| 18   | 28    | Vreni Inäbnit        | Svizzera         | 1:45,16 | +4,29    |
| 19   | 1     | Margret Hafen        | Germania Ovest   | 1:45,33 | +4,46    |
| 20   | 38    | Judi Leinweber       | Canada           | 1:45,60 | +4,73    |
| 21   | 29    | Sandy Shellworth     | Stati Uniti      | 1:46,53 | +5,66    |
| 22   | 20    | Karen Dokka          | Canada           | 1:47,55 | +6,68    |
| 23   | 27    | Betsy Clifford       | Canada           | 1:47,60 | +6,73    |
| 24   | 24    | Christine Laprell    | Germania Ovest   | 1:47,62 | +6,75    |
| 25   | 19    | Rosi Mittermaier     | Germania Ovest   | 1:47,73 | +6,86    |
| 26   | 37    | Helen Jamieson       | Gran Bretagna    | 1:48,03 | +7,16    |
| 27   | 36    | Nina Merkulova       | Unione Sovietica | 1:48,04 | +7,17    |
| 28   | 9     | Suzy Chaffee         | Stati Uniti      | 1:48,50 | +7,63    |
| 29   | 46    | Al'fina Suchanova    | Unione Sovietica | 1:48,74 | +7,87    |
| 30   | 39    | Clotilde Fasolis     | Italia           | 1:48,90 | +8,03    |
| 31   | 22    | Glorianda Cipolla    | Italia           | 1:49,02 | +8,15    |
| 32   | 12    | Divina Galica        | Gran Bretagna    | 1:49,39 | +8,52    |
| 33   | 23    | Anna Mohrová         | Cecoslovacchia   | 1:50,22 | +9,35    |
| 34   | 48    | Mihoko Otsue         | Giappone         | 1:51,60 | +10,73   |
| 35   | 34    | Galina Sidorova      | Unione Sovietica | 1:51,74 | +10,87   |
| 36   | 35    | Majda Ankele         | Jugoslavia       | 1:52,13 | +11,26   |
| 37   | 44    | Anne Reid            | Nuova Zelanda    | 1:53,12 | +12,25   |
| 38   | 47    | Marta Bühler         | Liechtenstein    | 1:53,33 | +12,46   |
|      | 26    | Lotte Nogler         | Italia           | DNF     | DNF      |
|      | 4     | Karen Budge          | Canada           | DNS     | DNS      |
|      | 45    | Irina Turundaevskaja | Unione Sovietica | DNS     | DNS      |

Legenda:

DNF = prova non completata

DNS = non partita

Pos. = posizione

Pett. = pettorale
Pista: Olympique

Partenza: 

Arrivo: 

Lunghezza: 2 160 m

Dislivello: 602 m

Porte: 

Tracciatore: 